# Флойд (округ, Виргиния)
Округ Флойд (англ. Floyd County) располагается в США, в штате Виргиния. По состоянию на 2010 год, численность населения составляла 15 279 человек. Получил своё наименование в честь американского политикa Джона Флойда.

## География
По данным Бюро переписи США, общая площадь округа равняется 989 км², из которых 987 км² суша и 2 км² или 0,2% это водоёмы. В окружном центре Флойд средняя температура июля составляет  20,8 °С со средним максимумом 27,2 °С, средняя температура января — −1,1 °С со средним минимумом −7 °С.

### Соседние округа
- Франклин (Виргиния) — восток
- Патрик (Виргиния) — юго-восток
- Карролл (Виргиния) — юго-запад
- Пьюласки (Виргиния) — северо-запад
- Монтгомери (Виргиния) — северо-запад
- Роанок (Виргиния) — север

## Демография
По данным переписи населения 2000 года в округе проживает 13 874 жителей в составе 5 791 домашних хозяйств и 4 157 семей. Плотность населения составляет 14 человек на км². На территории округа насчитывается 6 763 жилых строений, при плотности застройки 7 строений на км². Расовый состав населения: белые - 96,71%, афроамериканцы - 2,00%, коренные американцы (индейцы) - 0,09%, азиаты - 0,09%, гавайцы - 0,01%, представители других рас - 0,36%, представители двух или более рас - 0,74%. Испаноязычные составляли 1,35% населения.
В составе 29,10 % из общего числа домашних хозяйств проживают дети в возрасте до 18 лет, 59,90 % домашних хозяйств представляют собой супружеские пары проживающие вместе, 8,10 % домашних хозяйств представляют собой одиноких женщин без супруга, 28,20 % домашних хозяйств не имеют отношения к семьям, 24,70 % домашних хозяйств состоят из одного человека, 10,80 % домашних хозяйств состоят из престарелых (65 лет и старше), проживающих в одиночестве. Средний размер домашнего хозяйства составляет 2,39 человека, и средний размер семьи 2,83 человека.
Возрастной состав округа: 22,20 % моложе 18 лет, 6,90 % от 18 до 24, 27,60 % от 25 до 44, 27,40 % от 45 до 64 и 15,90 % от 65 и старше. Средний возраст жителя округа 40 лет. На каждые 100 женщин приходится 97,50 мужчин. На каждые 100 женщин старше 18 лет приходится 96,70 мужчин.
Средний доход на домохозяйство в округе составлял 31 585 USD, на семью — 38 128 USD. Среднестатистический заработок мужчины составлял 30 886 USD против 20 466 USD для женщины. Доход на душу населения был 16 345 USD. Около 8,50% семей и 11,70% общего населения находились ниже черты бедности, в том числе - 12,70% молодежи (тех кому ещё не исполнилось 18 лет) и 15,30% тех кому было уже больше 65 лет.